# Ironie et styles dans Histoire de Tom Jones, enfant trouvé

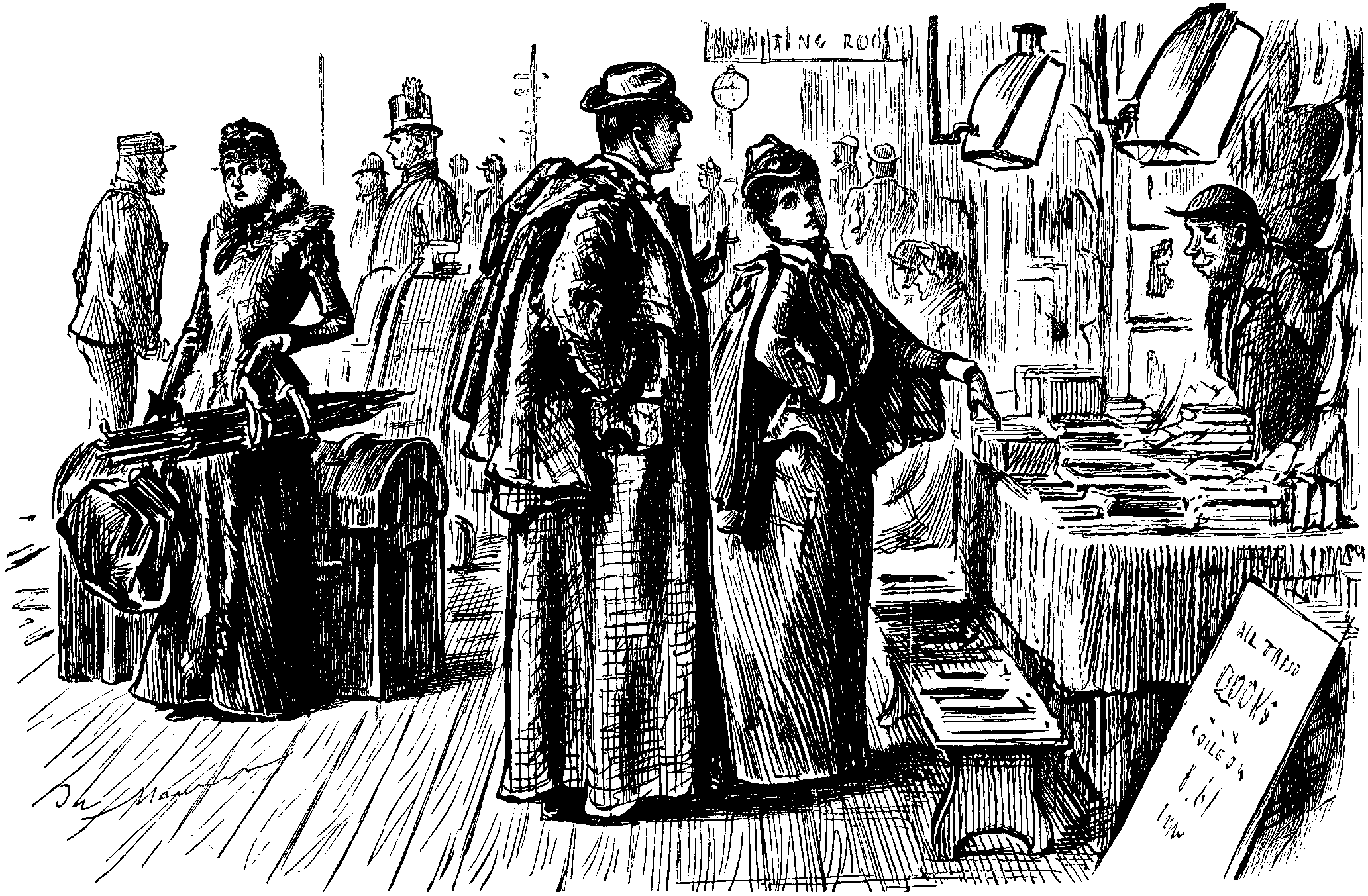
Punch « Oh, Edwin chéri ! Voici Tom Jones. Papa m'a dit que je ne devais pas le lire avant d'être mariée ! C'est fait… enfin ! Achetez-le moi, Edwin chéri ».

Les styles de Fielding dans Histoire de Tom Jones, enfant trouvé, publié en 1749, s'inscrivent dans une période, la première moitié du XVIIIe siècle anglais, qui est l'âge d'or de l'ironie, avec Jonathan Swift, Alexander Pope, etc. Il n'est donc pas étonnant qu'en toutes occasions, cette manière de voir et de dire en détermine la nature et la variété. Fielding reste assez proche sur ce point de l'auteur des Voyages de Gulliver ou de Humble Proposition, quoique, comparée à Swift, son ironie soit, selon A. R. Humphrey, plus intellectuelle, plus subtilement intégrée, fruit à la fois d'une organisation profonde de l'esprit et d'un réformisme plutôt pragmatique.
En effet, l'ironie de Fielding ne vise nullement à saper les fondements de la société, non plus qu'elle s'en prend à l'orthodoxie chrétienne. Humphreys écrit d'ailleurs qu'il s'agit d'une ironie verbale d'intégration, non de désintégration, toute de sous-entendus et de double-sens (double-entendre), différente en cela d'autres conceptions de l'époque. Fielding s'avère un maître incontesté du genre, car il en manie avec une subtilité souveraine chacune des facettes et des ressorts, rarement dans l'animosité, le plus souvent avec la bienveillance qu'apporte l'humour qui place critique et cible sur un plan d'égalité, ce qui implique la sympathie universelle. En effet, le style parfois sombre de Jonathan Wild (1743) ou, avec encore plus d'intensité, d'Amelia (1751), particulièrement la description, dès les premières pages, de la vie en la prison de Newgate, est quasi absent de Tom Jones, plus léger et aérien sans rien perdre de son impact critique.
Bien que Claude Rawson intitule son chapitre « Le Style de Fielding » (Fielding's Style) dans The Cambridge Companion to Henry Fieding, il est plutôt convenu de se référer à « ses » styles, tant est diverse la gamme des registres sur laquelle il s'appuie. De fait, Tom Jones abrite plusieurs manières d'écrire, toute reliées à l'ironie. Ainsi, l'attention du lecteur se voit sans cesse sollicitée, ce que Robert Alter explique en parlant d'une « activité préhensile de l'esprit », nécessaire à la compréhension d'aperçus élusifs ou d'allusions voilées, propre à la  saisie au vol d'une phrase soudaine et acérée. Ainsi, une complicité inédite s'instaure avec le lecteur, comme un dialogue savamment ménagé à coup de questions, de réponses induites, d'apartés ou d'apostrophes qui tracent peu à peu les contours d'un personnage à part entière, non pas passif mais virtuel collaborateur dans l'ordonnance et la mise en œuvre du récit.
Dans l'ensemble, cependant, Tom Jones s'intègre dans la tradition stylistique de la fin du XVIIe siècle et du début du XVIIIe siècle, reflétant des aspirations culturelles patriciennes où prévalent l'ordre, l'élégance et la discipline, alliés à une forme d'esprit ludique très urbaine, formule déjà exploitée avec bonheur dans le « couplet héroïque » (heroic couplet)  de poètes tels que John Dryden (1631-1700) ou Alexander Pope (1688-1744).

## Généralités

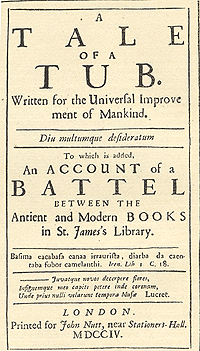
The Tale of a Tub (1704).

Contrairement au ton souvent acerbe et dur que Fielding emploie dans Amelia et Jonathan Wild où il dénonce des abus devenus insupportables, par exemple les conditions de détention dans les prisons, objet de sa diatribe ouvrant Amelia, aussi bien Joseph Andrews que Tom Jones font montre d'humeur plutôt joviale, d'une absence totale de raideur, d'une autorité plus teinté d'élégante urbanité. Dans les deux cas, explique Claude Rawson, existe une certaine similarité entre la prose de Fielding et les strophes en couplets de Pope, tant par le balancement des phrases que par la percée d'un trait.
Dans l'ensemble, l'aspect le plus saillant de la manière de Fielding reste dans Tom Jones sa spirituelle mise en œuvre du droit auto-octroyé d'aller là où il lui plaît, sa manipulation des événements, ses commentaires à leur sujet, ses chapitres discursifs d'introduction, ses fréquentes conversations avec le lecteur. Il ne s'agit pas là d'inspiration : Laurence Sterne disait à propos de Tristram Shandy que « sa plume était son maître et qu'il le la contrôlait pas » ; Richardson s'adressait à elle comme elle était autonome, attitude que Swift avait d'ailleurs raillée lorsque son narrateur, à court d'idées à la fin de The Tale of a Tub, annonçait son désir de « laisser sa plume courir toute seule ». Fielding, lui, reste dominateur et autocratique, n'octroyant aucune liberté à sa « plume », à moins qu'elle ne soit calculée et feinte pour mieux ressaisir les rênes un court instant relâchées.
Les romans de Fielding et Tom Jones plus que tout autre constituent le premier défi lancé à une tradition à peine plus ancienne qui s'enorgueillit d'effacer l'auteur et de neutraliser l'impression que le lecteur, après tout, n'est invité qu'à prendre connaissance d'une histoire. Samuel Richardson dont les récits sont laissés à la charge des personnages au moyen de la forme épistolaire, se glorifiait que ses œuvres fussent parfois prises pour la relation de faits réels, méthode plus tard employée par des auteurs aussi divers de Gustave Flaubert (1821-1880) ou Ford Madox Ford (1873-1939), ce dernier déplorant que cet affichage de Fielding comme auteur ne nuisît à sa fiction. Fielding, quant à lui, considérait la méthode de Richardson comme une abdication de mauvais goût. Lui entendait garder ses distances, montrer qu'il ne se laissait jamais dépasser par les événements et par le flot des émotions immédiates, qu'il ne succombait pas à la matière brute de la circonstance et du sentiment.
Au fond, tous les romans de Fielding se définissent délibérément par opposition à ceux de Richardson, même si l'aspect parodique est gommé après Joseph Andrews. Sur ce point, Fielding a fait partie d'une coterie, celle du Scriblerus Club auquel adhèrent Swift, Pope, Gay, Arbuthnot (1667-1735) et Parnell (1679-1718). Le style n'est pas celui du commun, mais relève de l'élite, avec une tonalité classique et patricienne que pimente une ironie indirecte et piquante, à l'opposé de la manière délibérément littérale de Richardson et de sa défiance envers l'approche oblique de l'ironie. En ce sens, Richardson a été aussi utile à Fielding que les Dunces, c'est-à-dire les imbéciles, l'ont été aux satires de Pope culminant dans La Dunciade (La Guerre des sots) (1728-1743).
Tom Jones, à l'évidence, n'a pas été écrit par un plébéien, ce dont Fielding avait pleinement conscience : l'histoire est racontée par un gentleman à d'autres gentlemen capables d'en saisir d'emblée les codes de conduite et de langage. Pour lui, une éducation dite polite, c'est-à-dire « distinguée » est garante non seulement d'un comportement approprié, mais aussi d'une certaine vertu dans l'art de s'exprimer qui correspond à la vertu morale habitant l'individu bien élevé. Le style est obligatoirement soutenu, nourri en fait de la dignité épique, quitte à en parodier les excès. L'exemple du portrait de Sophia est à cet égard révélateur : 
| « Sophia, then, the only daughter of Mr Western, was a middle-sized woman; but rather inclining to tall. Her shape was not only exact, but extremely delicate: and the nice proportion of her arms promised the truest symmetry in her limbs. Her hair, which was black, was so luxuriant, that it reached her middle, before she cut it to comply with the modern fashion; and it was now curled so gracefully in her neck, that few could believe it to be her own. If envy could find any part of the face which demanded less commendation than the rest, it might possibly think her forehead might have been higher without prejudice to her. Her eyebrows were full, even, and arched beyond the power of art to imitate. Her black eyes had a lustre in them, which all her softness could not extinguish. Her nose was exactly regular, and her mouth, in which were two rows of ivory, exactly answered Sir John Suckling's description […] Her cheeks were of the oval kind; and in her right she had a dimple, which the least smile discovered. Her chin had certainly its share in forming the beauty of her face; but it was difficult to say it was either large or small, though perhaps it was rather of the former kind. Her complexion had rather more of the lily than of the rose; but when exercise or modesty increased her natural colour, no vermilion could equal it. […] Her neck was long and finely turned: and here, if I was not afraid of offending her delicacy, I might justly say, the highest beauties of the famous Venus de Medicis were outdone. Here was whiteness which no lilies, ivory, nor alabaster could match. The finest cambric might indeed be supposed from envy to cover that bosom which was much whiter than itself. » | « Sophia, donc, fille unique de Mr Western, était plutôt grande que petite ; sa taille fine et délicate et l'élégante proportion d ses bras promettaient la plus belle harmonie dans tout le reste de sa personne. Ses cheveux noirs étaient si longs qu'ils touchaient à sa ceinture avant qu'elle les eût coupés pour se conformer à la mode ; ils tombaient alors en boucles si gracieuses sur son cou, qu'on avait peine à croire qu'ils fussent vraiment les siens. Si l'envie avait pu trouver quelque partie de son visage qui méritât moins d'éloge que les autres,peut-être eût-elle pensé que son front eût pu être un peu plus élevé sans nuire à sa physionomie. Ses sourcils étaient pleins et si bien arqués que l'art n'aurait pu les imiter. Ses yeux noirs brillaient d'un feu dont sa figure okeine de douceur ne pouvait modérer l'éclat. Son nez était parfaitement régulier, et sa bouche ornée de rangs de perle répondait exactement à la description de sir John Suckling […] Ses joues étaient de forme ovale, elle avait sur la droite une fossette que laissait apercevoir le plus léger sourire. Son menton contribuait encore à la beauté de son visage. Son teint tenait plus du lys que de la rose ; mais quand l'exercice ou la pudeur animaient ses couleurs naturelles, nul vermillon n'aurait pu leur être comparé […] Son cou était long et délicieusement arrondi ; et si je ne craignais de blesser sa modestie, je pourrais dire ici avec justice que les plus grands charmes de la célèbre Vénus de Médicis étaient surpassés. Le lis, l'ivoire, l'albâtre étaient moins blancs, et l'on aurait pu supposer que la plus fine batiste couvrait par envie un sein dont elle ne pouvait égaler la blancheur. » |

Ce portrait n'a rien de satirique ; son but est de présenter une suprême beauté dans le style traditionnellement hyperbolique réservé à ce genre d'exercice. Il contient cependant certaines réserves, car si la perfection est presque atteinte, elle ne l'est pas tout à fait : ainsi la taille est sans doute un peu trop grande, le front pas assez dégagé. De plus, abondent les périphrases pseudo-pompeuses enlacées autour du style noble, ce qui le teinte d'ironie et établit une distance entre l'observateur et son sujet. Le lecteur a l'impression d'assister à un duo opératique où un noble personnage clame sa louange tandis qu'un comparse enlace discrètement sa voix à son chant en de brèves interventions moins dithyrambiques. Ce n'est pas le personnage de Sophia qui est en jeu, mais un clin d'œil montrant que le narrateur loyal n'est pas dupe de sa propre théâtralité.

## L'ironie
Au XVIIIe siècle anglais, « ironie » était communément synonyme de « satire », si bien que plusieurs mots se trouvaient utilisés pour définir le procédé intellectuel, à la fois comique et satirique, prévalant dans l'écriture romanesque, sans pour autant qu'il puisse être assimilé à la démarche ironique. Parmi eux dominaient railing, raillery et banter, traduisibles par « injure », « raillerie (ou, selon le cas, taquinerie) » et « badinage ».

### La véritable ironie

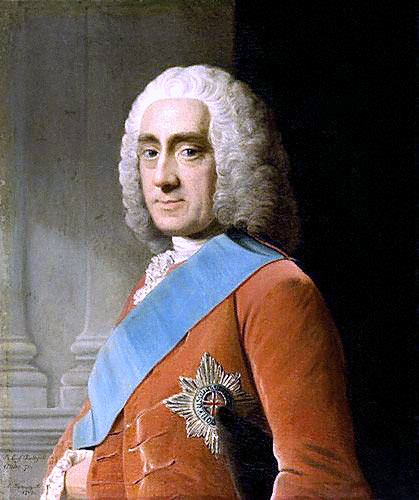
Lord Chesterfield par Allan Ramsay (1765)

La véritable ironie ne saurait se réduire à ces notions, Swift lui-même l'appelant « le péché de l'homme d'esprit » (the sin of wit), soit destinée à une élite intellectuelle, donc réservée à un groupe social et culturel bien défini. Lord Chesterfield (1694-1773), contemporain de Fielding, écrit que « Rire à tout propos et avec bruit est un signe infaillible de sottise et de manque d'éducation. C'est pas là que la populace exprime sa sotte joie pour de sottes choses ; c'est ce qu'elle appelle être joyeux. Pour moi, il n'y a rien d'aussi illiberal et de si bas, en fait de savoir-vivre, qu'un rire qui parvient aux oreilles »,. La mention de rire qui parvient aux oreilles (audible laughter) conduit à comprendre ce qu'est l'ironie à l'époque, d'autant que dans la même lettre, Lord Chesterfield ajoute qu'il souhaite de tout cœur voir son fils sourire plutôt que de l'entendre rire. De fait, l'ironie s'accommode mal du rire audible et appartient plus à la province du sourire, de la subtilité, du biais, de la complicité silencieuse. Jeu entre auteur et lecteur, reposant sur un ensemble de principes et de goûts partagés, elle recherche le juste équilibre entre la plaisanterie et le sérieux. À ce compte, en effet, elle n'est pas destinée à ceux que Fielding appelle dans Tom Jones « les personnes dénuées de vertu et de bon sens, de tous rangs, et beaucoup du rang le plus élevé »,,.
En gros, deux postures principales constitue le cadre à l'intérieur duquel nombre de variantes affinent le processus : l'éloge par le blâme, l'astéisme, et son contraire, le blâme par l'éloge, l'antiphrase, chaque fois le lecteur devant inverser le sens de ce qui est dit : astéisme lorsque Lord Bathurst, ami des lettres et des arts, correspondant de  Alexander Pope, Jonathan Swift, Matthew Prior, Laurence Sterne, and William Congreve, écrit à Swift qu'à chaque lecture de ses pamphlets, il a ressenti une telle fatigue qu'il n'a eu de cesse d'en finir au plus vite, Swift, appréciant le trait, répond qu'il se pique d'avoir fait progresser l'ironie, mais se trouve dans l'obligation de rendre les armes à Sa Seigneurie, ; antiphrase quand Fielding n'a que trop de louanges pour l'honneur de Lady Bellaston ou la prudence de Blifil. Ici, l'auteur feint l'ignorance, le défaut d'intuition, le manque d'expérience, l'éloge est direct et les mots sont à prendre à l'envers. Parfois, en une « concession ironique », il admet le point de vue de la personne qui est sa cible, puis s'accuse de sottise ou de laisser-aller : cette posture se diversifie avec, soit le « conseil ironique » de Swift recommandant aux domestiques de faire tout le contraire de ce qui leur est normalement demandé, soit la « défense ironique », telle celle pratiquée par Defoe, dissident convaincu (il avait fait ses études au séminaire dissident de Stoke Newington), mais exigeant l'éradication du mouvement, à quelque prix que ce soit, façon de montrer l'absurdité de l'intolérance ecclésiastique,,,.

### L'ironie verbale
Dans Tom Jones, Fielding utilise seulement l'ironie dite « verbale », par opposition à celle dite « rhétorique » impliquant un déguisement, un masque, comme il fait dans Tom Thumb (v. 1730) sous le nom de « Scriblerus Secundus », par référence au Scriblerus Club auquel appartiennent tous les grands ironistes de l'époque. Ici, il parle sous et en son nom, et son ironie oscille de la dénotation à la connotation.
L'ironie dénotative, caractéristique des postures éloge par blâme et blâme par éloge, se retrouve comme subrepticement au détour d'une phrase : ainsi, lorsque « Tom commença à la [Molly] regarder avec les yeux de l'affection », : le mot affection évoque évidemment le désir, suggestion encore renforcée par l'emploi de « yeux », mais s'y ajoutent les notions d'estime, de respect, de délicatesse qui, implicitement, commentent la véritable nature de Tom. De même, quand Mrs Wilkins se lance dans une violente diatribe condamnant la mère inconnue de Tom, apparaît en son milieu de mot « vertu » : « Elle la traita d'impudente traînée, d'infâme catin, d'effrontée putain, d'abjecte salope, de vile garce, employant en un mot toutes les qualifications que la vertu ne manque jamais de prodiguer aux femmes qui déshonorent leur sexe »,, le mot « vertu » devient synonyme de « hargne » et d'« hyprocrisie ».
L'ironie connotative diffère de la précédente par une fine marge de subtilité, pas toujours accessible au lecteur d'aujourd'hui. Certains mots, tels « gentleman », « prudence », « modeste », « miss » ont perdu leur sens du XVIIIe siècle, ce dernier, par exemple, appelant, selon les circonstances, le compliment ou la condamnation, si bien que la dénotation d'un vocable à signification morale est chargée connotations contemporaines, autant de nuances ajoutées. Par exemple, Mrs Wilkins, l'incarnation de l'intrigue, de l'esprit querelleur et de la mesquinerie, est présentée comme une « femme d'éducation ouvrant rarement la bouche en présence de Mr Allworthy ou de sa sœur, sans avoir d'abord sondé leurs dispositions avec lesquelles elle était toujours en accord parfait »,. Well-bred implique la distinction, et de fait, Mrs Wilkins se considère comme une dame » gentlewoman. Pourtant, cette délicatesse relève d'une conception de la « prudence » partagée avec Lady Bellaston, Mrs Waters et Bridget Allworthy, en réalité une précaution d'hypocrite frileuse et servile, aux antipodes de la générosité.
Fielding utilise d'autres procédés dans Tom Jones, en particulier l'euphémisme dont la technique consiste à « émousser le caractère désagréable d'un jugement »} : lorsque le narrateur se refuse à décrire la beauté de Bridget Allworthy sous le prétexte que Hogarth s'en est déjà chargé, ce qui constitue une méiose, soit une figure rhétorique consistant à rapetisser l'importance d'une réalité, procédé est assez proche de la litote, comme celle qualifiant le dégoût qu'inspire Blifil à Sophia de « manque plutôt modéré d'aversion » (IV, v).
Dans l'arsenal de Fielding figure aussi la « fausse équation » retardant puis renversant la conclusion attendue : ainsi le renvoi de Partridge se termine par le raccourci contrasté entre « mourir de faim » et « compassion universelle » : « ayant perdu sa femme, ses écoliers et sa pension et ne recevant plus aucun secours de son bienfaiteur inconnu, résolut de changer de théâtre, et quitta le village où il courait grand risque de mourir de faim, au milieu de la compassion universelle de tous ses voisins »,.
La « défense ironique », proche de la reductio ad absurdum, souvent associée au burlesque par les ironistes de l'époque, se retrouve dans le roman ; il s'agit, selon Levine, d'une série d'affirmations, vraies, partiellement vraies ou ambivalentes, venant en renfort d'une prémisse ironique ; ainsi la satire exercée contre les médecins qui se développe en quatre étapes : rien de plus injuste que l'opinion vulgaire qui représente les médecins comme des amis de la mort (affirmation générale présentant en un renversement ironique les médecins comme capables et sûrs) ; au contraire, je crois que si l'on pouvait compter qui doivent leur santé à la médecine, et celles qui en sont les martyrs, le premier l'emporterait de beaucoup sur le second (argument spécieux accréditant le fait que les médecins tuent un certain nombre de malades) ; quelques médecins sont même si prudents que, pour éviter de tuer le malade, ils s'abstiennent de tous moyens de guérison, et n'ordonnent que ce qui ne peut faire ni bien ni mal (nouvel argument spécieux laissant entendre que le succès n'est dû qu'à la non-interférence et ainsi, laissée à la seule Nature) ; j'en ai entendu quelques-uns déclarer qu'il faut laisse agir la nature et que le médecin n'est là que pour l'applaudir et l'encourager (vision burlesque du médecin inerte à côté de la Nature et se donnant le ridicule de la féliciter d'avoir accompli sa mission,.
Enfin, la dernière arme souvent employée par Fielding est le chleuasme ou prospoïèse, soit l'autodépréciation dans l'espoir d'une réfutation implicite de l'interlocuteur. Les exemples abondent dans Tom Jones avec pléthore de « je ne saurais dire » I would not presume to say, « je ne sais d'où cela vient » (I know not whence it is ), « je ne sais pour quelle raison « (I know not for what reason), appliqués respectivement à la religion du capitaine Blifil, l'insolence des aubergistes, l'impudeur de Mrs Waters.
Le catalogue n'est pas exhaustif, d'autres aspects de la posture ironique apparaissant comme autant de clins d'œil au public cultivé ; ainsi, les erreurs délibérées dans la traduction de certaines citations latines, quitte à y revenir plus tard pour souligner l'étourderie du lecteur qui n'a rien remarqué ; sans compter les métaphores burlesques ou les comparaisons grotesques, puis l'aveu qu'en effet, tant de jonglerie verbale peut décontenancer les gens sérieux.

### L'ironie dramatique
Fielding a commencé sa carrière littéraire comme auteur de farce et de comédies, et la dette qu'il doit à cette première carrière, outre certains procédés classiques tels que scènes parallèles ou contrastées, regroupement des personnages, virtuosité des dialogues, etc., se manifeste surtout dans sa maîtrise de l'ironie dramatique.
L'ironie dramatique est une forme d'ironie générée par certaines situations dramatiques lorsque le spectateur dispose d'informations essentielles aux personnages que ces derniers ignorent ou interprètent mal. Bien exploitée, elle constitue un puissant outil utilisé en dramaturgie pour maintenir l'intérêt du public au cours de sa découverte de l'œuvre, puisqu'elle pose une sorte de question à laquelle ledit public attend une réponse, ce qu'Yves Lavandier appelle la « question ironique » : « Le personnage finira-t-il par découvrir ce qu'il ignore, et si oui comment ? ».
Ainsi, le procédé repose sur l'omniscience conjointe de l'auteur et du lecteur. Fondée sur le contraste, parfois la contradiction entre ce que dit et fait le personnage et la connaissance intime qu'a le lecteur des implications ainsi engendrées, l'ironie dramatique implique l'usage d'un discours à double-sens et la mise en scène de situations ambiguës, aussitôt repérées sauf par le principal intéressé. Comparée à la complexité et à la profondeur de l'ironie verbale, elle s'avère plus directe et plus accessible tandis que son rôle thématique et fonctionnel est moins évident. Elle contribue pourtant à l'ordonnance architecturale, car elle engendre le suspens et génère de nombreux effets artistiques, la récurrence de scènes, des situations et des coïncidences. D'autre part, et c'est-là le point le plus important, elle est liée au thème de la « fortune », la bonne comme la mauvaise, car les personnages restent aveugles aux dangers qui les menacent. De la sorte, l'ironie dramatique contribue à la montée progressive du thème principal, celui de l'accession progressive à la « prudence » : Tom, dépourvu de maîtrise de soi et de ce que Fielding appelle « le bon sens » (ou « le sens commun »), ne parvient pas à éviter les obstacles dressés sur son chemin, alors que le lecteur les repère aussitôt.

### Fonctions de l'ironie
L'ironie, εἰρωνεία (eironeia), soit l'ignorance feinte, de είρων (eiron), celui qui pose une question en se prétendant crédule et de είρειν (eirein), c'est-à-dire parler, a pour premier rôle dans Tom Jones de servir le narrateur dans sa recherche permanente de la vérité.

#### La mise à nu et la distanciation comique
Aussi s'efforce-t-il par un chemin subtilement indirect d'arracher les masques et de mettre à nu les véritables motivations des dissimulateurs. Il est donc normal que soient surtout visés les hypocrites et les égoïstes étrangers à la charité ou, en termes profanes, au bon tempérament, mais qui simulent la vertu pour mieux exercer leur vilenie. À ce compte, la « distinction » de Honour, l'« honneur » de Lady Bellaston, la « prudence » de Blifil, la « religion » de Square se voient démystifiés et ces importants personnages mis à nu. En revanche, il n'est pas utile que l'ironie, dans ce monde manichéen, s'acharne sur les « bons », Tom le fantasque, Partridge le couard, Allworthy le crédule, etc., autrement que pour s'amuser de leurs travers, car s'ils sont souvent ridicules, ils ne deviennent jamais méprisables et ne suscitent pas l'indignation moraliste.
La distanciation comique qu'apporte la posture ironique oblige l'histoire à ne pas sombrer dans le sentimental, voire le tragique, car le danger menace lorsque sont abordés des thèmes tels que l'innocence persécutée, le triomphe des scélérats et la défaite des justes, ou encore la réunion des amants séparés, omniprésents dans la littérature héroïco-romanesque de l'époque. Aussi, la parodie se substitue-t-elle à la crue représentation et le gentil lecteur, pourvu qu'il soit sagace et instruit (gentle sagacious learned reader), avec lequel l'auteur joue dans la confiance et l'estime réciproque, ne se borne pas au premier degré de la compréhension. Ainsi, le roman contient plusieurs scènes à clins d'œil, avec des apartés, de furtives allusions évoquant Pamela de Richardson, par exemple le portrait de Sophia (IV, ii, 140-142), la promenade au bord du canal (V, vi, 211-213) ; et même dans les épisodes dramatiques, comme lors de la tentative de viol perpétrée par Lord Fellamar (X, v, 701-702), le narrateur garde ses distances et ponctue le récit d'évocations voilées à des tragédies domestiques dont la classe moyenne fait ses délices. De temps à autre, la parodie littéraire mime le style pseudo-héroïque (mocK-epic), très prisé aux XVIIe et du XVIIIe siècle, geste de distanciation ironique évident, comme dans les scènes évoquant en termes guerriers Molly Seagrim aux mains dans le cimetière ou Mrs Waters amoureusement aux prises avec Tom : 
| « Toute l'armée ennemie […] battit en retraite […] et se réfugia derrière une fosse nouvellement creusée […] Molly ramassa un crâne et le lanças avec une telle force à la tête d'un tailleur que les deux crânes au moment du contact rendirent un son également creux […] Molly s'arma alors d'un fémur, tomba sur les fuyards et, distribuant les coups avec libéralité à droite et à gauche, joncha le cimetière de ses vaillants antagonistes » | « Elle reprit donc les opérations dès qu'on eut levé la nappe. D'abord, elle attaqua notre héros de flanc, et lui lança du con de l'œil le plus pénétrant de tous les regards […] puis elle lui décocha une volée de petits charmes concentrés dans un seul sourire […] poussa enfin une attaque masquée […] et eut à peine démasquer sa grande batterie […] qu'elle recueillit, suivant l'usage, les fruits de sa victoire » |  |

Ainsi, quoique moins voyante que dans Joseph Andrews, la parodie reste dans Tom Jones un élément essentiel des nuances ironiques du récit. Fielding en fait usage en toute conscience des limites et de l'artifice du procédé, dont il rend compte de diverses manières à son lecteur.

#### Les deux lecteurs
La relation complice et permanente entre le narrateur et le lecteur pose un problème critique complexe. Wayne-Booth qualifie ce dernier de « pseudo-lecteur » (mock-reader) ou « lecteur postulé » (postulated reader) ; Miller préfère parler de « vrai lecteur » (actual reader) et de « lecteur implicite » (implied reader) : quant à Coolidge, il utilise les mots « lourdaux » (dullards) et « heureux élus » (happy few),.
En réalité semblent exister deux formes de lecteurs, l'un externe et l'autre interne ; à Fielding l'auteur, correspond le lecteur externe à qui il s'adresse en termes de « je », « vous », « nous » ; à Fielding le narrateur, correspond le lecteur interne qui, comme l'auteur, est intégré à la fiction narrative. De fait, ce lecteur interne, même s'il partage avec le narrateur d'appartenir à la classe supérieure et d'avoir reçu une éducation urbaine, reste moins cultivé que lui, plus distrait aussi, et il lui arrive de ne pas comprendre une allusion ou la signification d'une attitude, parfois de paraître aveugle aux choses les plus limpides. Par exemple, il peut considérer que la façon dont Tom s'adresse à Sophia est pompeuse, ce qui révèle qu'il n'en saisit pas les sous-entendus littéraires ; en d'autres occasions, il ne remarque rien de particulier dans une conversation, alors qu'elle est rapportée ironiquement. À l'opposé, le lecteur externe, c'est-à-dire nous, vous et moi, les véritables lecteurs, le dépassons en perspicacité et en subtilité, nous savons, aussi bien que l'auteur, reconnaître la vraie enflure verbale, le sentimentalisme ou l'ironie.
Pourtant, Fielding s'adresse au lecteur interne bien plus souvent qu'à son homologue externe, et les occasions ne manquent pas de se moquer gentiment de lui. Par exemple, lorsqu'il évoque sa sagacité, le compliment est à prendre avec précaution, car les apartés qui suivent révèlent qu'elle est encore loin du compte et même manque de finesse et de promptitude : ainsi « comme la grande beauté de cette comparaison pourrait rester cachée très longtemps, […] je crois à propos de prêter au lecteur un peu d'aide en cet endroit »,, ou encore « la plupart de mes lecteurs s'en feront aisément une idée, et le petit nombre de ceux qui en sont incapables ne comprendraient rien à la peinture que j'en ferais »,. De plus, le lecteur interne manque de raffinement dans ses façons d'être, comme le révèle cette remarque glissée furtivement sur l'art de cogner à la porte privée de sa dame : « Il est inutile d'expliquer les avantages de cette excellente coutume à un lecteur qui a quelque connaissance du monde »,.
Dans l'ensemble, ce lecteur interne s'avère plutôt paresseux, peu enclin à faire un effort intellectuel pour aiguiser sa sagacité, comme en témoigne ce paragraphe concluant un chapitre, : 
| « Et maintenant, lecteur, comme nous sommes pressés de suivre notre héroïne, nous laisserons à ta sagacité le soin d'apliquer ce qui précède aux auteurs béotiens et à ceux qui ne leur ressemblent pas. La tâche est facile, et tu t'en tireras sans notre aide. Allons ! À l'ouvrage ; […] nous ne voulons pas favoriser ta paresse. En effet, tu te trompes fort si tu t'imagines qu'en commençant cet ouvrage, nous ayons eu l'intention de ne rien laisser à faire à ta perspicacité, et que tu puisses, sans exercer jamais ton mérite en ce genre, parcourir nos pages avec quelque plaisir et quelque utilité » | « And now, reader, as we are in haste to attend our heroine, we will leave to thy sagacity to apply this to the Beotian writers who are their opposites. This t hou wilt be abundantly able to perform without our aid. Bestir thyself, therefore, on this occasion […] we shall not indulge thy laziness where nothing but your attention is required; for thou art highly mistaken if you dost imagine we intended, when we began this great work, to leave thy sagacity nothing to do; or that, without sometimes exercising this talent, thou wilt be able to travel through our pages with any pleasure or profit to thyself ». |

Ainsi, les véritables lecteurs de Tom Jones, les plus avertis, les moins angéliques, les plus attentifs aussi, c'est-à-dire nous-mêmes, sommes infiniment supérieurs à ceux auxquels Fielding s'adresse généralement, qui n'ont été créés que pour justifier nombre d'intentions ironiques à double-étage, un premier degré facilement perceptible et un second, plus subtil et s'appuyant sur des données contemporaines ou autres connues des seuls érudits.

### La corruption du langage
Fielding vise, au-delà de la caractérisation des personnages et de l'établissement d'une distanciation comique et narrative, ou même de la satire sociale, à passer la revue du vocabulaire moral de son époque et à contribuer à en dénoncer la corruption.

#### Un vocabulaire sans substance
En effet, les mots semblent avoir perdu leur sens, ce que Fielding signale déjà en 1743 dans son pamphlet An Essay on Conversation suivi d'un compendium de termes ironiques. D'après ce dernier, gallantry (« courage », « galanterie ») signifie désormais « fornication et adultère », love « appétit », honour (« duel »), etc.,.
Ainsi, des mots comme religion, greatness (« grandeur ») ont été vidés de leur substance. Dans Joseph Andrews ou Tom Jones se trouvent des pasteurs de l'église dissertant sur la charité, la foi et autres problèmes religieux, et tous, Barnabas, Tulliber, Thackum, contribuent à cette dégradation en jonglant avec un vocabulaire naguère lourd de sens, aujourd'hui devenus anodins, sinon dérisoires. De cette corruption, Fielding rend la classe moyenne responsable ; à moitié instruite, elle l'utilise sans en saisir le sens profond qu'elle déforme insidieusement. Le processus suit deux tendances principales, la dérive spécialitaire et la poussée inflationniste. La première consiste à faire évoluer un vocable de l'abstrait au concret, du général au spécifique, « grand » devenant synonyme de « puissant », « grandeur » de « pouvoir », « gentleman » de « beaux atours » ; la seconde suit un chemin opposé en s'emparant d'un terme concret pour lui faire exprimer une notion abstraite, « beaux atours » signifiant « naissance » et » rang social ».
Selon Locke, le langage est un moyen de communication dépendant d'« un contrat entre les membres d'une société donnée »,, mais les mots sont souvent mal employés et « violentés » (abuse), faussés par « l'affectation d'obscurité », « l'érudition jargonnante », bref, la négligence. Fielding, lui, préfère parler de « corruption », d'« hypocrisie égoïste », et pense qu'il ne s'agit plus de communication désintéressée, mais d'un moyen de promotion personnelle.

#### Les écrivains, les hommes de loi et d'église
C'est pourquoi ses plus féroces attaques s'en prennent à ceux qu'ils accusent de manipuler le langage et d'en corrompre le sens premier, en priorité les écrivains, politiciens, prétendus gentlemen, juristes et hommes d'église.
Les écrivains font un emploi abusif du style pseudo-héroïque qui, selon Fielding, affaiblit l'anglais avec une fausse rhétorique et une emphase n'ayant de cesse d'agrandir le fossé creusé entre les mots et les idées ; les critiques littéraires, eux, polluent la langue pour plaire à classe moyenne restée quasi inculte et l'« [l'abaissent] au niveau du simple panégyrique », voire un grossier encomium. Quant aux politiciens, ils pratiquent une rhétorique de l'équivoque et de la persuasion qui réduit le langage à « des slogans en série, de la poudre aux yeux et de la propagande (sloganeering, whitewashing and propaganda) »,. Les prétendus gentlemen (« messieurs ») corrompent la notion de gentility (« distinction ») qu'ils prétendent représenter. Alors qu'ils devraient donner l'exemple, ils se comportent comme « l'horloge détraquée qui trompe la ville entière », pérorant en phrases pléthoriques inutilement accablées d'adjectifs précieux et d'adverbes recherchés, tout en paradant la somptuosité de leurs atours et la débauche de leur argent. Comme l'écrit souvent Fielding ironiquement, ce ne sont que des « beaux messieurs » qu'accompagnent de « belles dames ». Les hommes de loi et d'église cachent leur ignorance et leur hypocrisie sous le masque d'une logorrhée vide de sens, car ils se sont détournés des sources du savoir et repliés sur des rituels de langage, l'argutie qui contourne la justice, la dissertation sur la charité qui remplace l'action charitable, l'amour du prochain qui se mue en ses contraires, l'indifférence et la cruauté.

#### Conclusion
L'ironie de Fielding sert non seulement sa satire, mais aussi son éthique. Comme il a été montré plus haut, des valeurs qu'il juge essentielles sont elles aussi corrompues, la prudence, la chasteté, la charité, la distinction du comportement, l'honneur devenant trop souvent de simples paravents dressés face à l'égoïsme et l'ambition personnelle. Avec Tom Jones, l'ironie s'est approfondie et affinée ; jamais gratuite, elle participe du schéma général, contribuant à l'intégration de l'individu dans la communauté et montrant la voie vers l'équilibre et le bonheur.
Fielding reste un critique bienveillant, persuadé que chaque homme porte en lui la bonté de cœur qui finit toujours par émerger. C'est pourquoi ses imperfections sont les siennes, et il ne s'exclue pas du champ de sa propre satire : lui aussi peut se tromper, voire fauter ; lui non plus ne sait pas tout. Il convient donc de faire preuve d'indulgence, de savoir sourire des petites ironies de la vie, d'associer l'humour à la critique sans tomber dans l'excès du sentimentalisme et en préservant la juste mesure entre l'intellectualité et l'émotion.

## Les styles de Fielding
La manière d'écrire de Fielding est si complexe et si subtile qu'il est difficile de la ranger sous la rubrique « style » ; en réalité, Tom Jones abrite plusieurs styles que relie l'ironie, elle-même au service de préoccupations morales. Ainsi, l'attention du lecteur se trouve sans cesse sollicitée, ce que Robert Alter explique en parlant d'une « activité préhensile de l'esprit maintenue sans cesse en éveil, non seulement pour appréhender d'élusifs aperçus sur les personnages et l'intrigue, ou encore l'objet d'allusions voilées, mais aussi de saisir au vol le jaillissement spirituel et satirique d'une phrase dont la soudaineté ou l'approche détournée laissent à peine le temps d'en comprendre la signification acérée »,,

### La verve comique

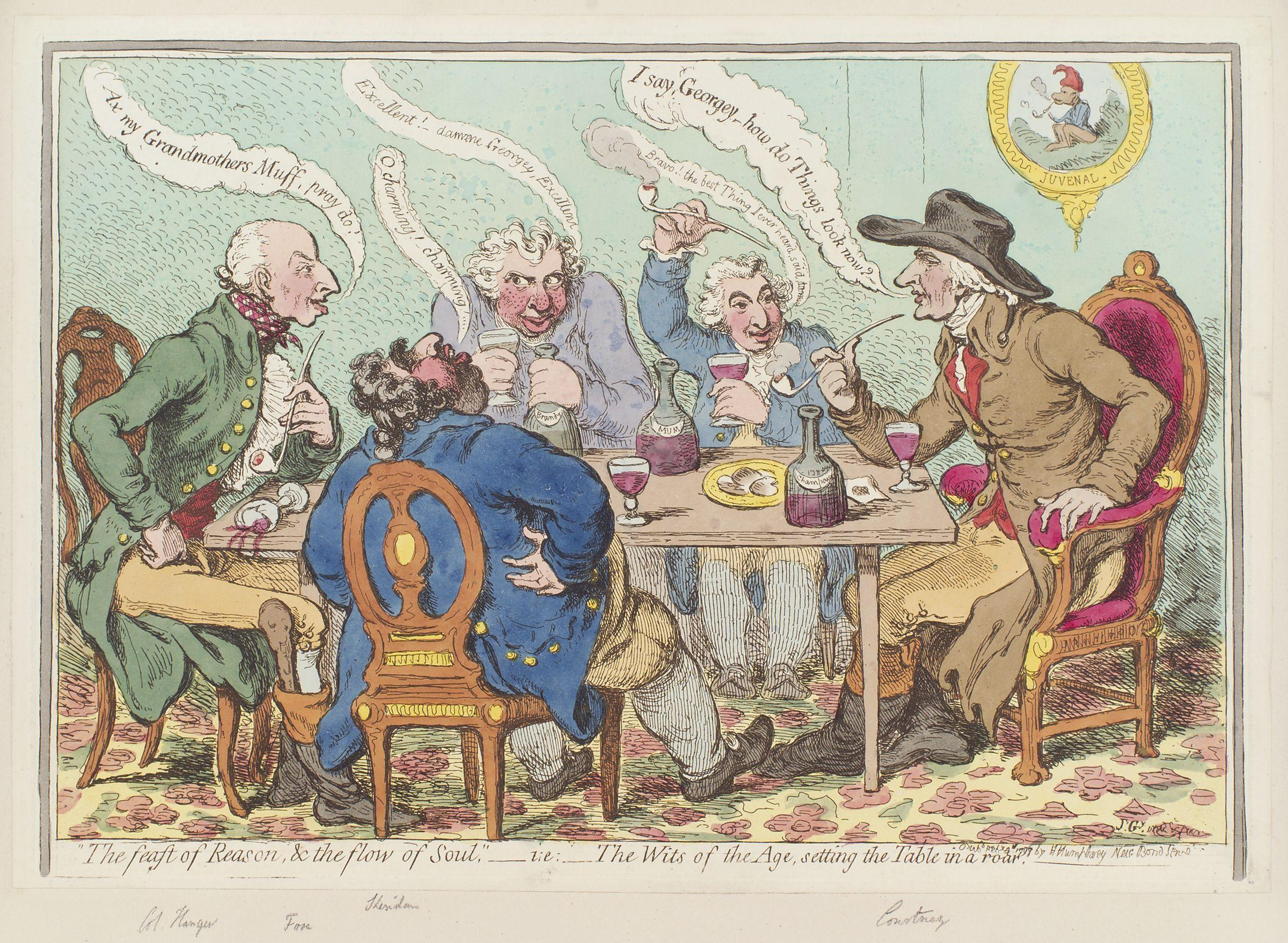
Les amis de l'esprit à table en un éclat de rire, par James Gillray (1797).

Fielding, qui a eu une carrière d'auteur de comédies avant de se tourner vers le roman, se réfère et est relié à la veine comique issue de Cervantes, plus qu'à la tradition nationale anglaise, à la fois tragique, sentimentale, héroïque et moralisante, celle de Defoe et Richardson ou de Mrs Haywood. Pour autant, même si la préface de Joseph Andrews définit le genre comme « une épopée comique en prose », Tom Jones n'est pas un roman comique, l'ambition de Fielding ne se bornant pas à une satire amusante des personnages, mais visant à présenter une vision morale du monde. Il n'en demeure pas moins que cette vision extrêmement sérieuse privilégie le sourire et le rire, utilisant tous les procédés disponibles pour le susciter, depuis la farce jusqu'aux subtiles nuances de l'esprit et de l'humour.

#### Éléments comiques

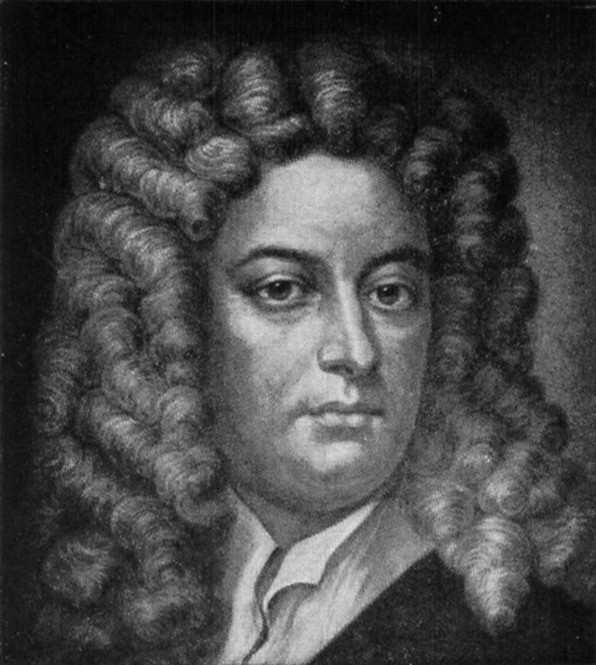
Portrait de Joseph Addison.

Moins fréquente que dans Joseph Andrews, où abondent batailles homériques, scènes de nuit, situations ou postures ridicules, la farce n'est pas absente de Tom Jones, ne serait-ce que lorsque Square est découvert dans la mansarde de Molly Seagrim. Même si de telles scènes relèvent de la tradition de Cervantes ou de Scarron (Le Roman comique, 1651) chez qui l'écriture burlesque vise à discréditer les grands mythes mythologiques en prose ou en vers, Tom Jones s'appuie surtout sur la joyeuse tradition de Merry England, passé sans fondement historique représentant une Angleterre gourmande, paillarde, surtout rurale, avec des hommes comme Squire Western, l'opposé du gentleman urbain à la Sir Roger de Coverley, où la vie apparaît exubérante, sans raffinement, sexuellement libre, loin des superstitions sur la virginité ou la bâtardise, façon d'être dans laquelle Tom se réconcilie avec lui-même sans jamais rien perdre de sa distinction naturelle. Il n'en demeure pas moins que Fielding, avocat et magistrat, déteste le désordre et se bat contre la pauvreté non pas tant par compassion que par crainte qu'elle fasse de ceux qui en souffrent des voyous susceptibles de menacer la société. Assez peu enclin à approuver la libération des mœurs ayant suivi la répression morale du XVIIe siècle, il n'est pas loin de s'aligner sur Sterne qui voit dans le modèle français du « toujours la politesse » un exemple civilisateur.

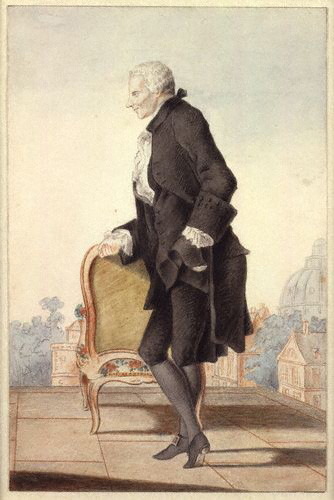
Laurence Sterne par Louis Carrogis Carmontelle.

Ainsi, de la même façon que la liberté des mœurs se doit d'être encadrée par la prudence et l'ordre, sa farce comique s'accompagne le plus souvent de la parodie et de l'ironie. La parodie apparaît dans les descriptions présentées en style pseudo-héroïque et burlesque, comme la bataille du cimetière, ou à travers d'allusions plus subtiles qui s'adressent au lecteur érudit. Lorsque Square est surpris dans la chambre de Molly ou Mrs Waters dans celle de Tom, le narrateur feint l'ignorance de l'angélisme et reste ambigu avec une série d'euphémismes et de litotes.
Enfin, sur l'ironie d'essence intellectuelle, se greffe souvent un humour indulgent, surtout si le personnage concerné se trouve aveuglé par sa propre passion ou la complication des circonstances. Lorsque Sophia est en butte à la dureté de sa famille ou de ses ennemis, une allusion humoristique ou un jeu de mots arrivent à point pour éviter le sentimentalisme et replacer le roman dans sa dimension comique.

#### Mécanisme de la comédie
L'invariable ton de Tom Jones résulte d'un choix esthétique, la distanciation comique à laquelle il n'est jamais dérogé. Fielding présente les personnages de l'extérieur sans pénétrer dans leurs intimes pensées. Ainsi, ni confessions, ni anxiété ou tourment suscitant la sympathie directe comme peut le faire un récit à la première personne, par exemple ceux de Richardson dans Pamela ou de Defoe dans Moll Flanders et Roxana. Ici, aucune simultanéité entre le temps de la narration et celui de l'histoire, ce qui réduit les possibilités de débats intérieurs. Lorsque Fielding a recours au style direct, c'est en général pour des scènes comiques d'arguties ou de querelles : dans l'ensemble domine le style indirect ou indirect libre.
Cette approche de l'extérieur s'accompagne d'intrusions auctoriales directes dans les chapitres introductifs, les parenthèses, apartés, digressions ou apostrophes au lecteur. Aussi s'établit-il un dialogue entre les deux instances narratives, celui qui parle et celui qui écoute, préservant le récit de tout drame, vu que le destin, confié aux mains de l'auteur et à sa discrétion, perd tout mystère, et privilégiant le comique de bon aloi qu'autorise la distance d'avec les personnages et qui reste confiné aux deux intervenants de statut supérieur.

#### Signification de la comédie
Le monde augustéen de Tom Jones refuse tout excès et, paradoxalement, l'élément comique implique un retour à l'ordre, par la réconciliation générale une fois les imposteurs démasqués, convertis ou bannis. Nulle catharsis n'est donc nécessaire, ni réelle souffrance ni pléthore de larmes. Le rire reste l'arme suprême contre défauts et travers, démasquant les menteurs comme Blifil, les comploteurs comme Lady Bellaston, tous d'abord punis par le ridicule. Tom retourne à Paradise Hall après en avoir été chassé comme Adam et Ève du paradis ; l'ordre et l'harmonie sont confirmés. Ainsi, la leçon de l'aspect comique de Tom Jones est sans doute à trouver dans la relativité de toute chose, notion particulièrement adaptée au microcosme auquel appartient Fielding en cette moitié de siècle.

### La tradition rhétorique
Une connaissance intime de la rhétorique serait nécessaire pour apprécier à sa juste mesure l'écriture de Fielding qui s'appuie sur une tradition identifiable par ses contemporains cultivés. La rhétorique se dénonce au premier abord dans le style périodique et ses séries de phrases harmonieusement équilibrées, contrastées ou mises en parallèle, telles qu'elles apparaissent dans les chapitres introductifs aux dix-huit livres, les exhortations ou sermons passionnés de Squire Allworthy. C'est aussi l'art de susciter les passions, de persuader, de louer ou blâmer, ce que Miller explique en précisant que « tout au long de Tom Jones, les personnages discutent, débattent, conseillent, exhortent, louent, blâment, sermonnent, rendent de petits jugements sur tous les sujets et le déroulement de chaque action »,,.
Tous ces participants au dialogue universel ont recours à des figures de rhétorique et des procédés stylistiques auxquels Fielding est rompu, car ce ne sont que des marionnettes suspendues aux ficelles qu'il manie avec une souveraine dextérité, et que dans son monde aucune place n'est laissée au hasard, à l'incohérence ou au mauvais goût. Dans l'ensemble, le style est oratoire et, d'ailleurs, le terme oration revient régulièrement, soit « un parler ou un discours formel ». En effet, rien n'est écrit en style relâché, chaque mot est pesé, chaque phrase construite avec soin, chaque paragraphe agencé avec une élégance discrète selon une ordonnance disciplinée. De plus, ce style se construit comme naturellement selon les lois des différents genres rhétoriques, le genre démonstratif (ou épidictique) (éloge ou blâme), le genre délibératif (conseiller ou prohiber) et le genre judiciaire (accuser ou défendre). Dans Tom Jones, qu'ils soient utilisés séparément ou simultanément, deux genres sont privilégiés, le démonstratif et le délibératif. Par exemple, les nombreuses interventions de l'auteur, le portrait de Sophia, la présentation de Mr Allworthy appartiennent au genre démonstratif, et les multiples débats et controverses, telle que la conversation entre Sophia et Honour (VII, vii), la plaidoirie de Partridge envers Tom (XII, vi), les sermons sur la charité (II, v), l'honneur (III, iii), la chasteté (I, vii), le mariage (I, xii), l'exhortation de Tom à Nightingale (XIV, vii), etc. appartiennent au genre délibératif.
Dans le cadre de ces genres, Fielding utilise des procédés rhétoriques tels que l'amplification, l' exemplum, l' actiologia et la correctio.
L'amplification nécessite souvent l'apport de la métaphore, différente selon que le narrateur désire souligner le côté positif ou négatif d'une situation : ainsi, l'amour est présenté comme un appétit ou une maladie, une opération militaire ou une poursuite : le cœur de Tom devient une citadelle que submerge le sentiment, la dureté de Squire Western le geôlier de la prison de Newgate, le désir amoureux de Mrs Waters un banquet ou une orgie. Comme l'exprime Miller, « le narrateur amplifie le sens, les connotations émotionnelles ou la nature essentielle d'un sujet en le traitant en termes brillamment analogiques »,,.
Lorsque Fielding veut prouver la vérité de ce qu'il avance, il a recours à l' exemplum et se réfère à des exemples illustres tels qu'autorités divines, hommes célèbres, événements mémorables, citations d'auteurs, fables, etc. Certaines de ces références sont très sérieuses, comme lorsqu'il revendique son attitude en tant qu'auteur, il appelle Aristote en renfort : « C'est, je crois, l'opinion d'Aristote, ou du moins celle d'un sage dont l'autorité pourra fort bien avec le temps valoir la sienne »,. D'autres sont plutôt ironiques, avec, lorsqu'il en vient à évoquer le premier émoi de Sophia envers Tom, l'appui d'Osborne, puis d'Aristote (La Politique), de Bayle (Hélène), d'Homère (L' Odyssée : « on sait qu'il n'est point de qualité [la générosité] qui inspire aux femmes plus d'intérêt pour les hommes  ; cela provient, si nous croyons l'opinion commune, de la timidité naturelle du beau sexe, "timidité, dit Mr Osborne, qui est si grande, que la femme est la plus lâche de tous les êtres que Dieu ait jamais créés", réflexion plus sévère que juste et charitable »,,.
L' actiologia est si fréquente dans Tom Jones qu'elle frise le maniérisme. Elle consiste à apporter des explications, tant et si bien que les phrases commencent souvent par « car », « par conséquent », « ainsi », « d'où », « de même », etc., ce qui contribue à l'impression d'ordre et de logique qui se dégage du livre, reflet d'un monde harmonieux où chaque chose résulte d'une cause et tend vers une fin logique moralement déterminée.
La correctio se présente sous la forme de parenthèses pouvant prendre plusieurs formes, l'épanorthose (ou rétroaction), « correction ironique qui contredit un premier énoncé », ou l'anthorisme, « réplique qui reprend de manière cinglante les paroles d'un adversaire ». Fielding l'introduit par un mot tel que nay (« non »), rather (« plutôt »), ou une expression comme that is to say (« c'est-à-dire »), in reality (« en réalité ») , in plain english (« en bon anglais »). Ainsi, « Élevé, comme on dit, en gentilhomme, c'est-à-dire habitué à ne rien faire »,. La correctio, avec son effet-retard et le renversement qu'elle apporte, possède un impact ironique inhabituel et est généralement utilisée pour éclairer le lecteur sur des apparences trompeuses. À cette fin, elle prend parfois la forme de l'humilité, voire de l'ignorance : le narrateur se fait candide, presque naïf, il sollicite le pardon pour son incompétence : par exemple, il se prétend totalement incapable de comprendre pourquoi Mrs Waters refuse d'accepter le manteau de Tom qui lui est généreusement offert, alors qu'elle ne songe qu'à mettre ses charmes en valeur, ce que le lecteur averti comprend aussitôt. Cette attitude de feint angélisme peut aller jusqu'à l'auto-dérision (ironic self-deprecatory stance). Fielding en profite souvent pour se donner l'excuse d'éviter l'impertinence ou l'indécence : alors, il se contente de « Il ne serait pas nécessaire […] » ou « Je ne prendrai pas le risque de  décrire […] », autant de clins d'œil à l'adresse du narrateur comme du lecteur en un jeu subtil de cache-cache littéraire.

### L'épique et le pseudo-héroïque
Au cours du roman, Tom Jones est décrit comme un « poème héroïque et historique en prose »,, répondant à la célèbre définition de la préface de Joseph Andrews. L'emploi du mot heroic dans chaque cas incite E. L Tillyard à se demander s'il ne s'agit pas d'une sorte d'« épopée en prose »,. Il n'aura pas été le premier : déjà Stendhal disait que « Tom Jones est aux autres romans ce que l' Iliade est aux autres épopées » et Aldous Huxley, dans un essai sur La Tragédie et la vérité entière, le rapprochait sous un autre angle de l' Odyssée : « Fielding est un autre auteur qui a préféré dite toute la vérité. Tom Jones est l'un des très rares livres odysséens qui aient été écrits en europe entre l'époque d'Eschyle et l'ère actuelle ; odysséen parce que jamais tragique, — jamais, même lorsqu'il se passe des choses douloureuses et désastreuses, voire pathétiques et belles. Car, il s'en passe. Fielding, comme Homère, reconnaît tous les faits, il n'écarte rien. C'est même précisément parce que ces auteurs n'écartent rien que leurs livres ne sont pas tragiques. Car parmi les choses qu'ils n'écartent pas, il y a les incohérences qui, dans la vie réelle, tempèrent toujours les situations et les caractères que les auteurs d'œuvres tragiques veulent à toute force garder chimiquement purs »,,.

#### Le caractère épique?

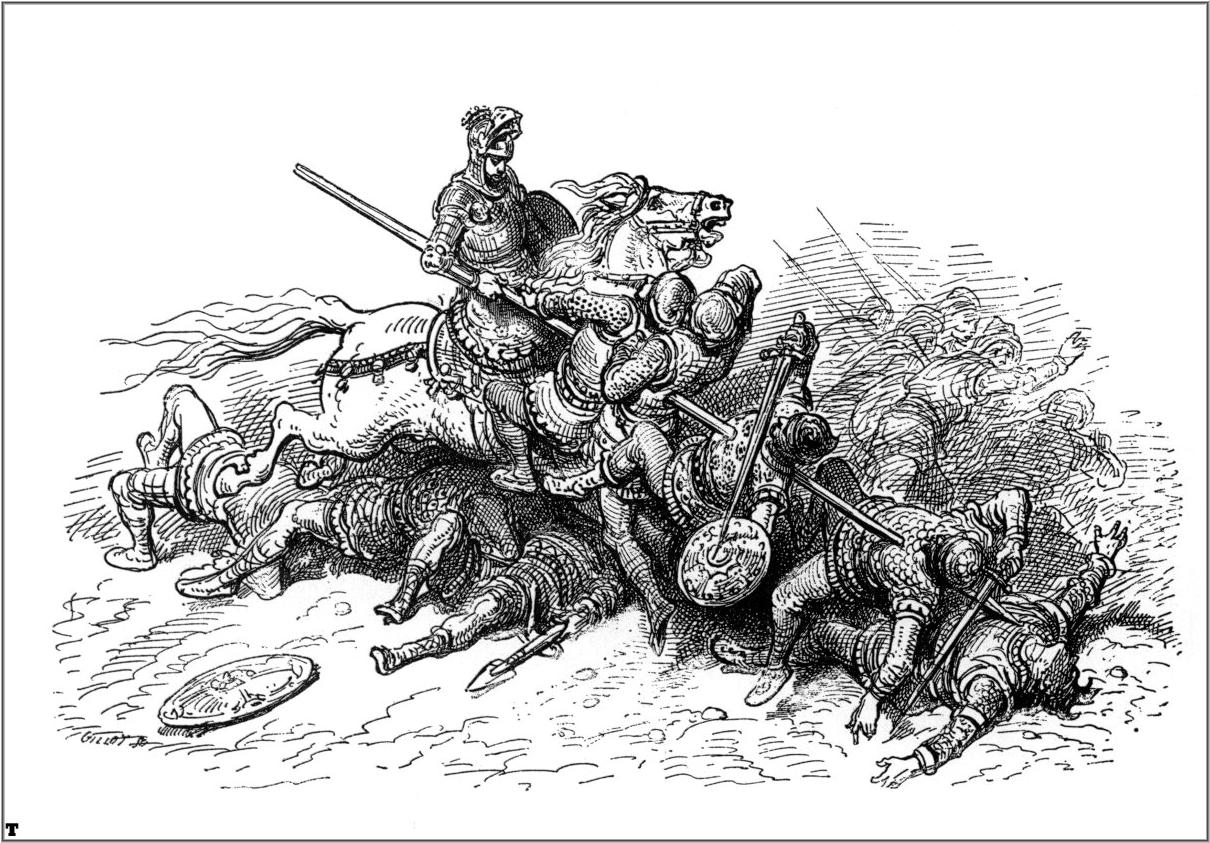
Gustave Doré, illustration pour l'édition de Orlando furioso de 1878.

Tout d'abord, Tillyard montre que le roman s'inscrit dans la veine de la longue tradition des romances de chevalerie du Moyen Âge et de la Renaissance, et il égrène les preuves : Tom appartient à la lignée des héros chevaleresques ; lorsque Sophia lui demande un service dès le début, il s'engage aussitôt : « Je le jure par cette main chérie, je donnerai ma vie pour vous obliger », ; comme le chevalier se doit d'avoir un écuyer, Tom en trouve rapidement un en Partridge, personnage héritier de Sancho Panza ; le secret de sa naissance est longtemps préservé, et peu après l'arrivée à Upton, Fielding le présente comme un mélange d'Hercule et d'Adonis ; quand Tom manque de peu Sophia à l'auberge sans pouvoir la rattraper, il se met dans une rage comparée à celle d'Orlando furioso de L'Arioste ; la lutte de Thwackum et Blifil contre Tom reprend le motif du bon chevalier-errant aux prises avec des bandits ; Allworthy serait en partie issu de l'Eubulus de l' Arcadia' de Sir Philip Sidney, roman pastoral inspiré par Le Tasse, et sa visite tardive à Londres rappellerait l'arrivée d'Eubulus à Arcadia pour dispenser la justice autour de lui. En conclusion, Tillyard cite Fielding qui, se référant au Margitès perdu d'Homère, affirme : « mon histoire appartient à cette branche de la tradition héroïque »,,.

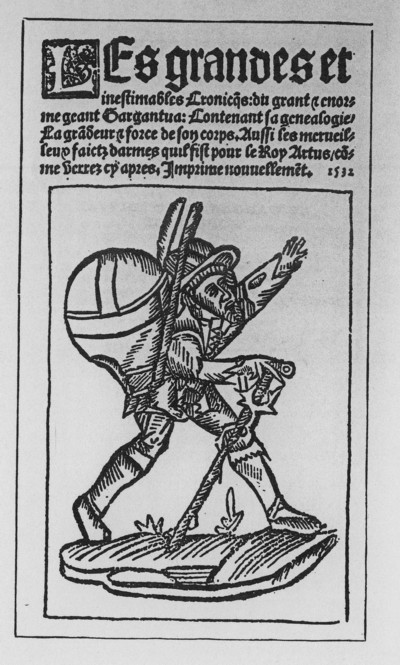
Gargantua, frontispice de l'édition originale de 1532.

Tillyard va plus loin lorsqu'il montre que la conception de la comédie épique de Fielding a ses partisans au XVIIIe siècle. Par exemple, le critique Lord Monboddo écrit à propos de romans comme Joseph Andrews et Tom Jones, qu'ils sont à la comédie ce que l'épopée est à la tragédie, avec pour seule différence que dans l'épopée, les personnages et actions épiques ont une plus grande noblesse. Deux siècles plus tard, un critique comme Orlo Williams remarque que Fielding écrit comme depuis l'Olympe, « s'amusant en compagnie des dieux, et [qu']il y a quelque chose de surhumain, de presque inhumain dans l'expression comique venant de si haut ». Quant à Aurélien Digeon, il exprime l'idée que Tom Jones ressortit au genre épique pour avoir exprimé en profondeur l'âme d'une génération tout entière, que c'est « un moment de vie collective », « un fragment de la légende des siècles » à l'égal de Gargantua ou de Don Quichotte, « l'Angleterre de l'époque »,.
Enfin, Tillyard essaie de répondre à la question de savoir si le roman porte en lui le souffle épique. Certes, écrit-il, son indéniable anglicité (Englishness) va bien au-delà de la simple comédie de mœurs et le contrôle qu'a Fielding de son matériau est à l'égal de celui Thackeray dans La Foire aux vanités ou de Meredith dans L'Égoïste. En effet, son art du mot juste au moment approprié est souverain et son rendu en quelques phrases, par exemple dans la lettre que Sophia écrit à Tom au livre VI, de « la grâce de l'éducation, la délicatesse du sentiment, la chaleur du cœur » témoigne d'une « intensité imaginative portée à son apogée ». Cependant plane sur l'histoire et le récit une instance critique sereine, tranquille et bon-enfant, traçant son chemin sans hâte, comme à loisir, « vision qui observe et enregistre avec une maîtrise souveraine et une sympathie exemplaire, mais qui n'est qu'exceptionnellement transcendée »,,.
La conclusion de Tillyard est donc que le souffle qui émane de Tom Jones est un zéphyr plutôt qu'un ouragan et sans doute pas assez puissamment soutenu pour atteindre à la dimension épique, mais que l'omniprésente ironie pousse le roman en direction du genre pseudo-héroïque, en marge duquel il se situe en permanence pour, manœuvre de diversion, y entrer en fanfare chaque fois - et là, Tillyard rejoint Huxley - que menacent le drame ou la tragédie.

#### Le style parodique

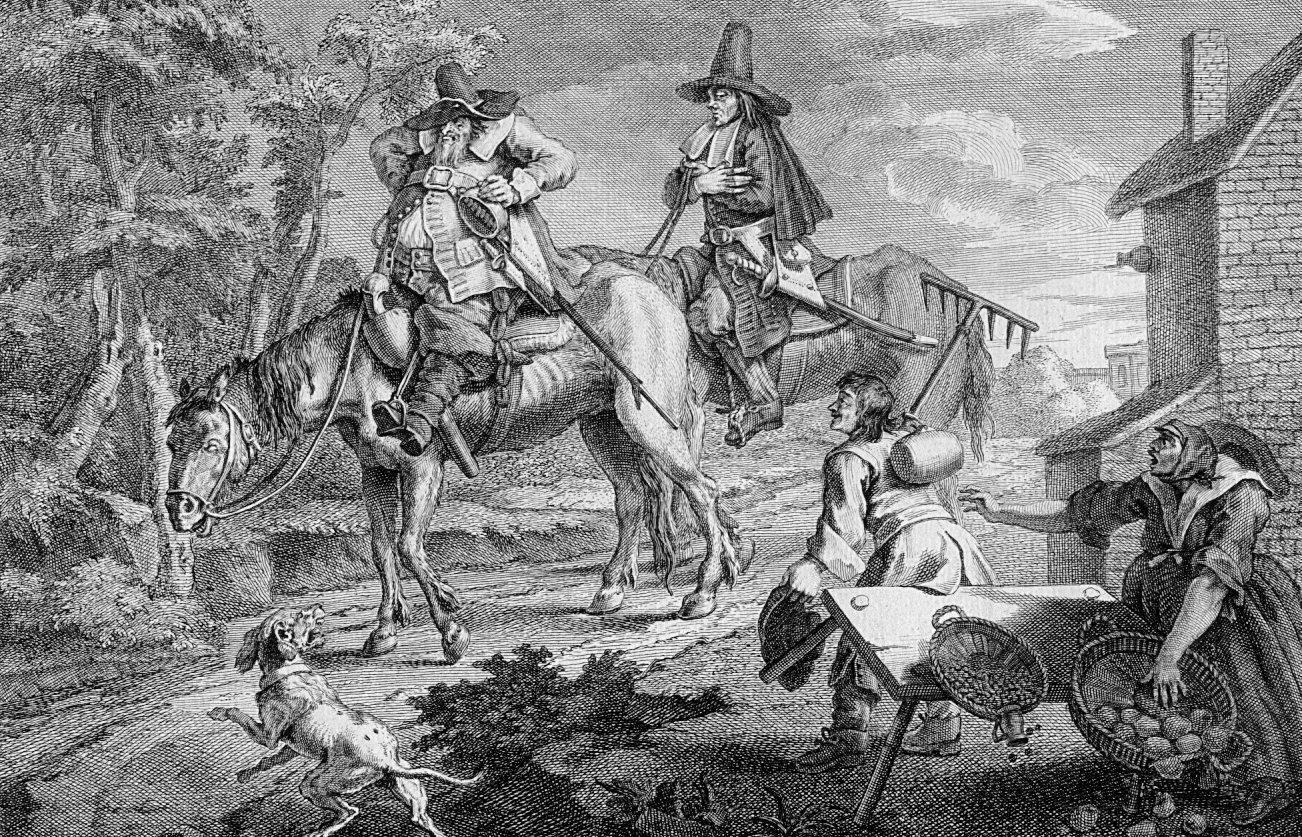
Hudibras sur le départ (William Hogarth)
Hudibras de Samuel Butler.

Le genre pseudo-héroïque appartient à celui de la parodie et dans Tom Jones semble surtout servir de contre-feu au risque de dramatisation. Alors la métaphore homérique (trope), l'hyperbole (figure de style), etc. prennent le relais. Ainsi en est-il de la bataille rangée livrée seule contre toutes par Molly Seagrim dans le cimetière, parodie de scènes guerrières de l'Iliade ou de l'Odyssée ; ou, dans un genre tout différent, le pastiche de la diction poétique régissant la poésie depuis deux siècles et déjà moquée par Samuel Butler dans Hudibras (1663-1678). Ainsi, la tombée de la nuit prend des allures de faux lyrisme, avec la multiplication des catachrèses, des périphrases ampoulées comme dans « Les ombres s'étendaient en descendant des hautes montagnes ; la gent ailée ne songeait plus qu'au repos […] la nuit avait tiré son rideau sur toute la nature […] la lune apparut avec sa face rouge et enluminée […] les flambeaux célestes »,,.
Il arrive que la parodie serve directement le dessein ironique de Fielding dans la mesure où elle révèle les intentions véritables que cachent les mots de certains personnages. Ainsi en est-il de Mrs Waters alors qu'elle se lance à l'assaut de Tom (IX, v) ; ou encore de la marche forcée par les rues du village qu'entreprend Mrs Wilkins pour enquêter sur l'identité de la mère du petit bâtard : « Quand le redoutable ennemi de la gent emplumée, le milan, est aperçu planant dans les airs, l'amoureuse colombe et le peuple des faibles oiseaux répandent au loin l'alarme et fuient tremblants dans leurs plus secrets asiles. Fier de la terreur qu'il inspire, le tyran bat l'air de ses ailes et médite des projets funestes »,,. En général, lorsque le personnage est grotesque ou simplement comique, la comparaison homérique, placée en début de paragraphe, mine son entreprise dont la petitesse apparaît d'emblée inversement proportionnelle à l'enflure verbale qui la décrit.

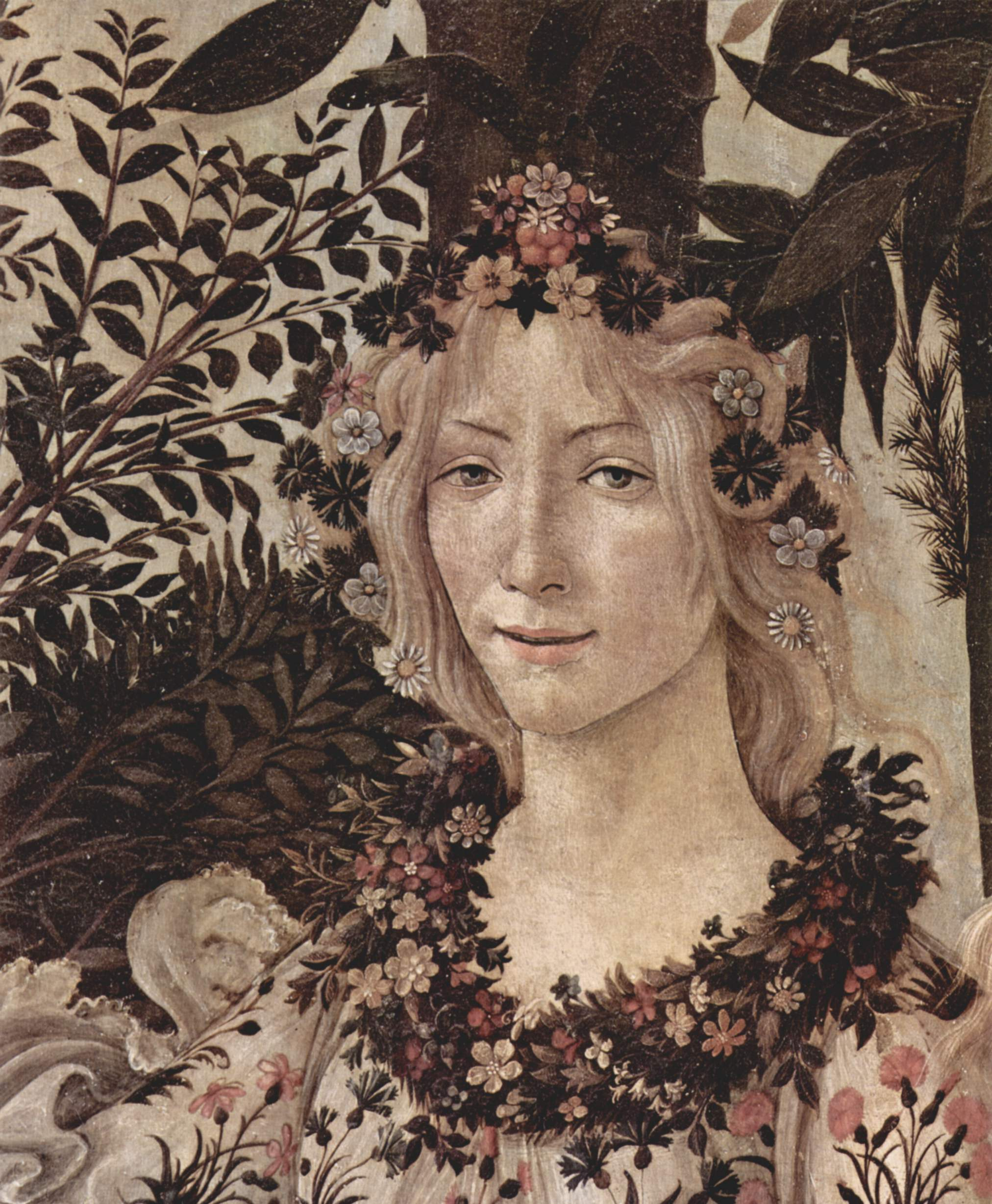
Flore dans La Primavera de Sandro Botticelli.
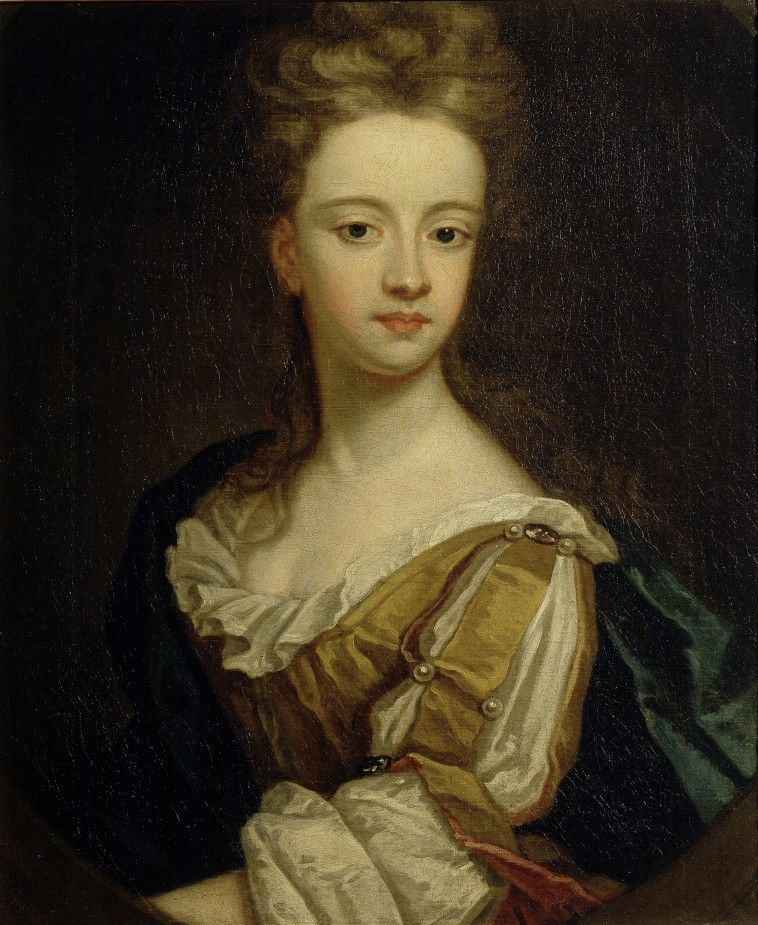
Lady Mary Bentinck, vers 1700, par Sir Godfrey Kneller (v. 1700).
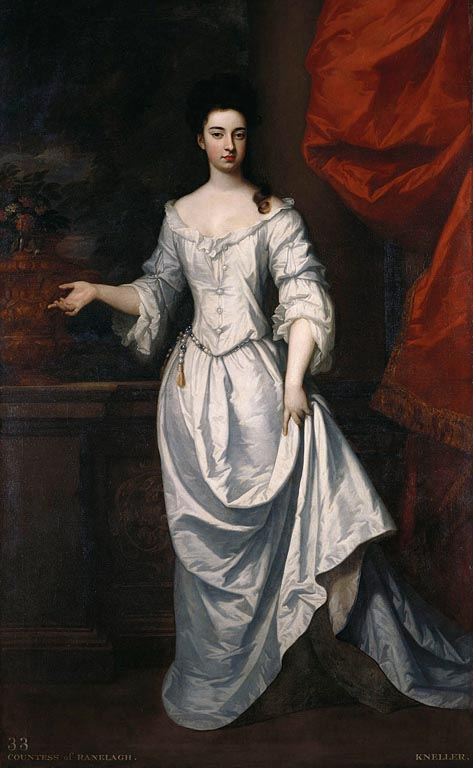
Margaret Cecil (1672-1728), future Lady Stawell, puis Lady Ranelagh, par Sir Godfrey Kneller
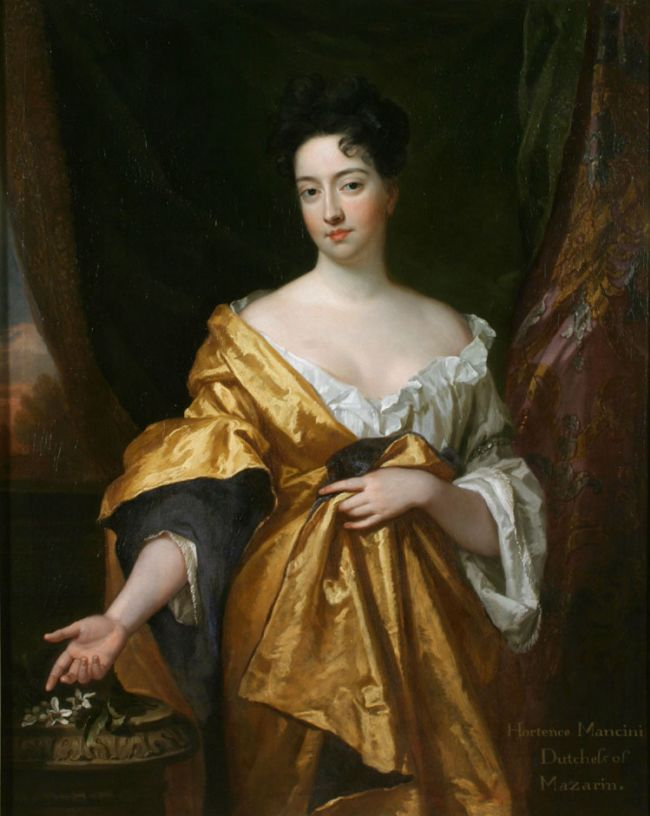
Hortense Mancini par Sir Godfrey Kneller (1671).

La parodie conduit parfois à l'humour bienveillant, comme lorsque Fielding invoque l'aide de la Muse pour entreprendre son portait de Sophia. Le titre du chapitre concerné apporte déjà sa dose d'auto-dérision : « Essai de ce que nous pouvons faire dans le genre sublime »,. Alors, poursuivant dans cette veine, il invite à sa rescousse le fougueux Borée, le vent du Nord, et le piquant Eurus, le vent d'Est, le doux Zéphyr, le vent d'Ouest, Flore l'aimable vierge, puissante déesse agraire, les chantres ailés de la nature, Händel, la Vénus de Médicis, la galerie de portraits féminins de Hampton Court de Sir Godfrey Kneller, le club de Kit-Kat (d'après les pâtés de mouton dus à Christopher Catt de Shire Lane à Londres), Margaret Jones, comtesse de Ranelagh, deuxième épouse du comte de Ranelagh dont les jardins sont ouverts au public depuis 1742, la duchesse de Mazarin, le poète John Suckling et pour terminer la prestigieuse liste, « le célèbre Dr Donne » (the celebrated Dr Donne : il y a là une accumulation dont la légèreté accentue l'effet ironique, comme si le grand sérieux de l'affaire était à prendre - et c'est ce qu'il est - avec le sourire amusé et complice des gens de bonne compagnie sachant se moquer de soi.

### Discours et style
À l'évidence, un narrateur omniprésent et omniscient comme celui de Fielding exerce une autorité sans partage sur le discours des personnages qui est transcrit dans sa totalité ou en fragments, pour autant qu'il révèle leurs qualités ou leurs défauts.

#### Un large éventail
Aussi Fielding déploie-t-il un large éventail de discours narratifs, le discours narrativisé, le discours rapporté (style indirect), le discours semi-rapporté (style indirect libre), le discours direct (style direct), panoplie excluant le monologue intérieur, pourtant inauguré dès le XVIIe siècle par Madame de Lafayette dans La Princesse de Clèves, caractérisé par des phrases nominales, des énumérations, une logique peu visible (idées juxtaposées, association d'idées, parataxe, ellipses), une ponctuation inhabituelle, manque l'une organisation compatible avec l'univers ordonné et cohérent prévalant dans la fiction du XVIIIe siècle. En revanche, Fielding se sert aussi du résumé, mais dans certains cas bien précis.

#### Passage d"un style à l'autre
Si le discours rapporté (les dialogues) ne pose pas de problèmes particuliers, l'usage des styles direct, indirect et indirect libre, et surtout le passage de l'un à l'autre, dépendent des exigences dramatiques et psychologiques du récit. Par exemple, les paroles d'un personnage dominateur comme Squire Western seront souvent transcrites directement ou en style indirect libre. En revanche, un personnage placé en position d'infériorité réelle ou supposée se trouvera rapporté en style indirect. De plus, le passage du style direct au style indirect implique des substitutions lexicales et syntaxiques :
| Style direct | Temps présent | 1re et 2e personnes | Déictiques : maintenant (now), ceci (this) , ici (here) (proximité) | Style indirect | Temps passé | 3e personne | Déictiques : cela (that), là (there) (distance) |

La différence entre le style indirect libre et le style indirect est moins facile  à repérer : au milieu d'un passage écrit au style indirect, le narrateur insère la transcription de certaines paroles normalement rapportées en style direct. Par exemple, dans sa transcription en style indirect, Fielding des adverbes ou même exclamations comme « bien sûr » (of course), « bon » (well) qui relève du style direct. dans ce fragment de phrase extrait du livre XIII, « il entendit […] la voix d'une femme qui le conjurait, pour l'amour du ciel, de descendre pour empêcher un meurtre »,. L'expression For Heaven's Sake est un bref substitut de style direct dans un discours rapporté au style indirect.
Parfois, Fielding se sert de signes de ponctuation, tirets, points d'exclamation ou d'interrogation, guillemets, normalement limités à la transcription du discours en style direct, à l'intérieur de son style indirect, comme dans ce passage où il garde les guillemets au milieu d'une phrase rapportant les paroles du personnages indirectement : « … et dit "ne pas savoir quoi en penser" »,,. Souvent aussi, Fielding insère dans le style indirect un mot ou une comparaison idiosyncratique qu'il juge pittoresque, comme au livre X, lorsqu'il écrit :  « … pour utiliser l'expression du squire, il laissait après lui une piste bien marquée »,,.

#### Le résumé à des fins bien précises
Dans son article sur le rendu du discours dans Joseph Andrews, A. McDowell note que Fielding préfère parfois résumer plutôt que de passer du style direct au style indirect, quitte à mâtiner sa phrase de style indirect libre : « Dès qu'elles eurent pris leur thé, Sophia proposa de se mettre en route, la lune brillant alors de tout son éclat : quant au froid, elle le craignait peu »,. Dans cet exemple, le résumé se termine à « se mettre en route », la référence à la lune étant soit une transcription de ce que pense Sophia soit une intrusion du narrateur, et la mention du froid les mots mêmes de Sophie indirectement rapportés, mais dans l'ordre où ils ont été prononcés.

#### Conclusion
Tous les styles, toutes les formes de discours évoqués sont entièrement au service de l'ironie de Fielding, et il suffit parfois d'un seul mot pour évoquer une connotation qui s'impose aussitôt. Dans Joseph Andrews, se trouve un court passage à propos d'un juge qui : « n'avait qu'un homme et sa femme à envoyer à Bridewell »,,. Ici, la substitution du mot woman à wife suffit à révéler l'indifférence du magistrat à l'égard des tourments d'autrui et, en premier lieu, de sa propre épouse.
Dans l'ensemble, le discours est extrêmement important dans un roman comme Tom Jones, sans doute en raison de l'expérience théâtrale de Fielding. Cependant, sa technique narrative nécessite une constante manipulation des paroles prononcées par les personnages, le discours narrativisé et le style indirect dominant dans son rendu. Le style indirect libre n'apparaît que comme une modulation ou une substitution passagère, pour mettre un mot ou une réflexion en exergue, toujours un attribut ou un trait de caractère.
D'autre part, l'étude des styles de Tom Jones révèle l'extraordinaire culture de son auteur, au fait de toutes les arcanes de la rhétorique. Cependant, il n'applique jamais de recettes, mais intègre comme naturellement des figures de style ou de pensée que son dynamisme créateur renouvelle et rajeunit. En ce sens, il apparaît comme un précurseur et beaucoup sauront suivre son exemple en l'adaptant à leur propre génie, de Jane Austen à Joseph Conrad, en passant par Charles Dickens qui n'a cessé de revendiquer sa filiation.

### Texte deTom Jones
- (en) Henry Fielding, Tom Jones, Harmondsworth, Penguin Editions, 1999, 976 p. (ISBN 978-0-14-043622-8), introduction et notes par Thomas Keymer et Alice Wakely, édition de référence

### Autre roman de Fielding utilisés
- (en) Henry Fielding, Joseph Andrews, Mineola, New-York, Dover Publications, Inc., coll. « Dover Thrift Editions », 2001, 248 p. (ISBN 978-0-486-41588-8, lire en ligne)

### Traductions deTom Jonesen français

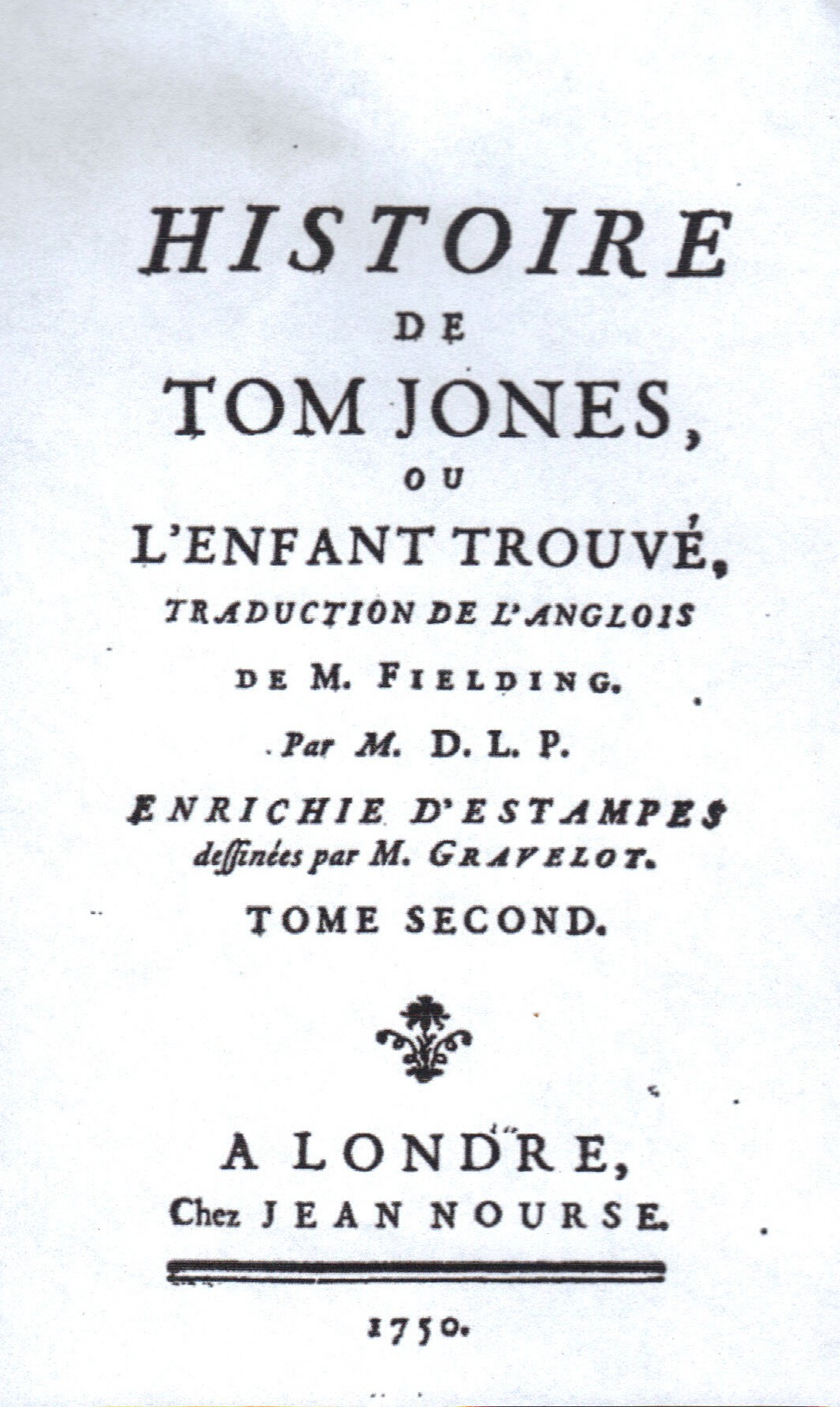
Première de couverture du tome II de l'édition de 1750, illustrée par Gravelot.

- Henry Fielding (trad. M. Defauconpret), Histoire de Tom Jones ou L'enfant trouvé, Paris, Club frança!s du livre, 1967, 958 p., avec une préface de Gilbert Sigaux (traduction de référence)
- Henry Fielding (trad. Francis Ledoux), Histoire de Tom Jones : enfant trouvé (t.1) et Histoire de Tom Jones : Armance (t.2), Paris, Gallimard, 1990, 519 p. (ISBN 978-2-07-038264-4), 6 volumes.

### Ouvrages généraux
- (en) Michael Stapleton, The Cambridge Guide to English Literature, Londres, Hamlyn, 1983, 993 p. (ISBN 0-600-33173-3).
- (en) Margaret Drabble et Sir Paul Harvey, The Oxford companion to English literature, Oxford New York, Oxford University Press, 1985 (1re éd. 5), 1155 p. (ISBN 978-0-19-866130-6).
- (en) Andrew Sanders, The Oxford History of English Literature (Revised Edition), Oxford, Oxford University Press, 1996, 718 p. (ISBN 0-19-871156-5).
- (fr) Henri Suhamy, Les figures de style, Paris, PUF, coll. « Que sais-je ? », 2004, 128 p. (ISBN 2-13-062041-8)
- (en) Claude Rawson, The Cambridge Companion to Henry Fielding, Cambridge, Cambridge University Press, 2007, 202 p. (ISBN 978-0-521-67092-0 et 0-521-67092-6).

### Ouvrages spécifiques
- (en) Irvin Ehrenpreis, Henry Fielding: Tom Jones, Londres, Edward Arnold (Publishers) Ltd, 1964, 77 p. (ISBN 0-7131-5097-1).
- (en) F. H. Dudden, Henry Fielding, His Life, Works and Times, vol. 2, Hamden, Connecticut, Archon Books, 1966, 2e volume plus spécialement consacré à Tom Jones.
- (en) Ian Watt, The Rise of the Novel, Londres, Chatto and Windus, 1967, 319 p. (Chapitre VIII, consacré à Fielding).
- (en) Arnold Kettle, An Introduction to the English Novel, vol. 2, Hutchinson, Hutchinson University Library, 1951 (Plus particulièrement, part II, vol. 1, ch. 4).
- Louis Gondebeaud, Le roman picaresque anglais de 1650 à 1730, Lille, H. Champion, 1977 (Voir particulièrement p. 5-58).
- (en) Wayne C. Booth, The Rhetoric of Fiction, Chicago, The University of Chicago Press, 1966, 455 p..
- (en) Dorothy Van Ghent, The English Novel, Form and Function, Harper Trenchbooks, 1953, 276 p. (Voir particulièrement p. 65-81)
- (en) G. J. Raussen, Henry Fielding, Londres, Routledge and Kegan Paul, coll. « Profiles in Literature », 1968, 162 p..
- (fr) Christian Pons et Jean Dulck, Samuel Richardson (Pamela) et Henry Fielding (Joseph Andrews), Paris, Colin, coll. « U2 », 1970, 261 p.
- (en) John Richetti, Eighteenth Century Fiction, vol. 2, Londres, 1990, « The Old Order and the New Novel of the Mid-Eighteenth Century Fiction: Narrative Authority in Fielding and Smollett », p. 99-126.
- (en) A. R. Humphreys, Review of English Studies, 1942, chap. XVIII (70) (« Fielding's Irony: its Method and Effects ») p. 183-196.
- (en) M. Johnson, Fielding's Art of Fiction, Philadelphia, PA 19104, University of Pennsylvania Press, 1961, 172 p.
- (en) H. K. Miller, Philological Quarterly, n° 45, Iowa City, University of Iowa, 1966, « Some Functions of Rhetoric in Tom Jones », p. 207-235.
- (en) R. Alter, 20th Century Interpretations of Tom jones, Upper Saddle River, New Jersey, Prentice Hall, Inc., 1968, « Fielding and the Uses of Style ».
- (en) George R. Levine, Henry Fielding and the Dry Mock : A Study of the Techniques of Irony in His Early Works, Boston, Walter de Gruyter, 1967, 160 p. (ISBN 3-11-103753-3)
- (en) Glenn W. Hatfield, Henry Fielding and the Language of Irony, Chicago, The University of Chicago Press, 1968, 220 p.
- (en) Robert Alter, Fielding and the Nature of the Novel, Cambridge, MA 02138, Harvard University Press, 1968, 211 p.
- (en) E. H. Thornbury, Henry Fielding, Theory of the Comic Prose Epic, New Yotk, Russell and Russell, 1966, 201 p.
- (en) Andrew Mc Dowell, Language and Style, n° 6, New York, N.Y, Southern Illinois University at Carbondale; Queens College, 1973, « Fielding's Rendering of Speech in Joseph Andrews and Tom Jones », p. 83-96.
- (en) R. Paulson (éditeur), The Critical Heritage, Londres, Routledge and Kegan Paul, 1969, 453 p., « Henry Fielding ».
- (en) R. Paulson (éditeur), A Collection of Critical Essays, New Jersey, Prentice Hall, coll. « Twentieth Century Views », 1962, 185 p., « Fielding ».
- (en) M. C. Battestin, Twentieth Century Interpretations of Tom Jones, New Jersey, Prentice Hall, 1968, 119 p.
- (en) I. Williams (éditeur), The Criticism of Henry Fielding, Londres, Routledge and Kegan Paul, 1970, 377 p. (recueil d'essais par Fielding sur son art).
- (en) Neil Compton (éditeur), Casebook Series, Londres, Macmillan, 1970, 267 p., « Tom Jones ».
- (en) Louis Gondebeaud et Robert Ferrieux, Tom Jones, Pau et Perpignan, Université de Pau et des pays de l'Adour et Université de Perpignan Via Domitia, coll. « Cours de CAPES et d'Agrégation d'anglais », 1981, 104 p.

### Citations du texte original deTom Jones
1. ↑  « persons without virtue or sense, in all stations, and many of the highest rank are often meant  by it ».
2. ↑  « Tom began to cast the eyes of affection upon her ».
3. ↑  « She called her an impudent slut, a wanton hussy, an audacious harlot, a wicked jade, a vile strumpet, with every other appellation with which the tongue of virtue never fails to lash those who bring a disgrace on the sex ».
4. ↑  « this well-bred woman seldom opened her lips either to her master or his sister, till she had first sounded their inclination ».
5. ↑  « having now lost his wife, his school and his annuity, and the unknow person having now discontinued the last mentioned charity, resolved to change the scene, and left the country, where he was in danger of starving with the universal compassion of all his neighbours ».
6. ↑  « as the great beauty of the simile may possibly sleep these hundred years […], I think proper to lend the reader a little assistance in this place ».
7. ↑  « Most of my readers will suggest it easily to themselves and the few who cannot would not undertand the picture ».
8. ↑  « The many excellent uses of this custom need scarce be hinted to a reader who hath any knowledge of the world ».
9. ↑  « It is, I think, the opinion of Aristotle, or if not, it is the opinion of some wise man, whose authority will be as weighty, when it is as old ».
10. ↑  « for certain it is, that there is no one quality which so generally recommends men to women as this; proceeding, if we believe the common opinion, from that natural timidity of the sex, which is, says Mr Osborne, "so great, that a woman is the most cowardly of all the creatures God ever made;"—a sentiment more remarkable for its bluntness than for its truth ».
11. ↑  « He had been bred, as they call it, a Gentleman, that is, bred up to do nothing ».
12. ↑  « heroic, historical, prosaic poem ».
13. ↑  « by this dear hand, I would sacrifice my life to oblige you ».
14. ↑  « The shadows began now to descent larger from the high mountains ; the feathered creation had betaken thelselves to their rest […] night would have drawn her sable curtain over the universe […] the moon […] with her face as broad and as red […] the heavenly luminaries ».
15. ↑  « Not otherwise than when a kite, tremendous bird, is beheld by the feathered generation soaring aloft, and hovering over their heads, the amorous dove, and every innocent little bird, spread wide the alarm, and fly trembling to their hiding-places. He proudly beats the air, conscious of his dignity, and meditates intended mischief ».
16. ↑  « A short hint of what we can do in the sublime ».
17. ↑  « a female voice begged him for Heaven's Sake to come and prevent murder ».
18. ↑  « … and said "she knew not what to think" ».
19. ↑  « …to use the squire's expression, he left everywhre a strong scent behind him ».
20. ↑  « They had therefore no sooner finished their tea that Sophia proposed to set out, the moon then shining extremely bright, and as for frost she defied it ».

### Citations originales des commentateurs
1. ↑  « Frequent and loud laughter is the characteristic of folly anf ill manners: it is the manner in which the mob express their silly joy at silly things, and they call it merry. In my mind there is nothing so illiberal and so ill-bred as audible laughter ».
2. ↑  « a contract among the members of a given society ».
3. ↑  « a prehensive activity of the mind is called for npt only to seize on slippery hints about characters and plot and the application of veiled allusions, but also to catch the thrust of satirical wit in a phrase whose suddenness or obliquity gives us opportunity to take in its pointed meaning ».
4. ↑  « Throughout Tom Jones, characters argue, debate, asvise, exhort, dissuade, praise, dispraise, and render jusgments, even little serlons on every subject and every course of action ».
5. ↑  « the narrator expands the significance, emotional overtones or essential nature of a subject by couching it in brilliantly analogical terms ».
6. ↑  « Tom Jones” is one of the very few Odyssean books written in Europe between the time of Aeschylus and the present age; Odyssean, because never tragical; never—even when painful and disastrous, even when pathetic and beautiful things are happening. For they do happen; Fielding, like Homer, admits all the facts, shirks nothing. Indeed, it is precisely because these authors shirk nothing that their books are not tragical. For among the things they don’t shirk are the irrelevancies which, in actual life, always temper the situations and characters that writers of tragedy insist on keeping chemically, pure ».
7. ↑  « My romance belongs to this comic branch of the heroic tradition ».
8. ↑  « a vision that observes and records with consummate skill and admirable sympathy but which transmutes only at exceptional moments ».
9. ↑  « he had only a man and his woman to commit to Bridewell first »